# Euglenoidea
Euglenoidea, Euglenida, Euglenophyta o euglenoideos es uno de los más conocidos grupos de protistas flagelados, comúnmente presentes en agua dulce, en especial cuando ésta es rica en materia orgánica. Sólo unos pocos miembros habitan aguas marinas o son endosimbiontes. Muchos euglenoideos poseen cloroplastos y producen energía mediante fotosíntesis, mientras que otros se alimentan por fagocitosis o por pinocitosis. Se los ubica dentro del filo Euglenozoa y su estructura celular es típica de dicho grupo.

## Características
Los euglenoideos son organismos flagelados unicelulares, aunque algunas especies presentan estadios palmeloides o coloniales sésiles. La mayoría son de agua dulce, aunque existen algunas formas de aguas salobres o marinas y son más abundantes cuando hay materia orgánica en descomposición.  Dependiendo del modo de nutrición, existen tanto especies heterótrofas (fagotrofia u osmotrofia) como otras con cloroplastos. Aproximadamente un tercio son fotosintéticos, sin embargo, la mayoría son heterótrofos obligados. Algunos viven endozoicamente en invertebrados, rotíferos, nematodos, platelmintos, oligoquetos y copépodos, incluso en el intestino de renacuajos.
La célula presenta un bolsillo o invaginación apical o subapical que consiste de un canal angosto y un reservorio esférico o piriforme. Estos no intervienen en la ingestión de alimentos, pero las formas heterótrofas presentan un citostoma, un aparato destinado a la ingestión de partículas, próximo e independiente de la invaginación anterior.
La mayoría los euglenoideos poseen dos flagelos, usualmente uno orientado adelante y el otro atrás, que se insertan en el bolsillo apical o subapical. En muchas especies uno de los flagelos es tan corto que no llega a emerger de la invaginación, mientras que otras presentan cuatro flagelos. Con raras excepciones, el flagelo emergente es mastigonemado, con una o dos hileras de pelos largos y una capa de pelos más cortos. Pueden presentar una mancha ocular sensible a la luz en la base del flagelo emergente y una o más vacuolas contráctiles que descargan en el reservorio. 
Los euglenoideos carecen de una pared celular de celulosa. En su lugar, la cubierta celular está formada por una película interna formada por bandas espiraladas de proteína y una capa de mucílago externa. Los euglenoideos se distinguen principalmente por la presencia de esta película, compuesta por bandas proteicas, que se ubica por debajo de la membrana celular y es sostenida por microtúbulos dorsales y ventrales. Esta varía desde rígida a flexible, y da la forma a la célula, a menudo ocasionándole estriaciones distintivas. En muchos euglenoideos las estrías pueden deslizarse unas sobre otras, provocando un movimiento característico. También pueden movilizarse utilizando los flagelos. Las células suelen estar desnudas, pero en algunos casos están cubiertas por una lorica.
Los cloroplastos se presume que se originaron por endosimbiosis secundaria a partir de la ingesta de un alga verde. Poseen como pigmentos clorofilas a y b, que les otorgan un color verde brillante y están unidos por tres membranas. Con frecuencia están asociados a granos de paramilo, un carbohidrato de reserva que es exclusivo de este grupo. Los pigmentos accesorios son β-caroteno, neoxantina, diadinoxantina y otros. Los tilacoides están dispuestos generalmente en grupos de tres, sin lamela periférica. La mayoría de los euglenoideos pigmentados poseen también un estigma o mancha ocular, que es una pequeña mancha de pigmento rojo en un lado del bolsillo flagelar o reservorio. Este oculta una colección de cristales sensibles a la luz cerca de la base del flagelo orientado adelante, de forma tal que ambos actúan juntos como una especie de ojo direccional. El citostoma es vestigial, aunque los nutrientes pueden aún ser obtenidos mediante absorción.
La reproducción se realiza asexualmente por mitosis seguida de bipartición. No se ha observado reproducción sexual. En condiciones desfavorables pueden formar quistes no móviles. 

## Ejemplos

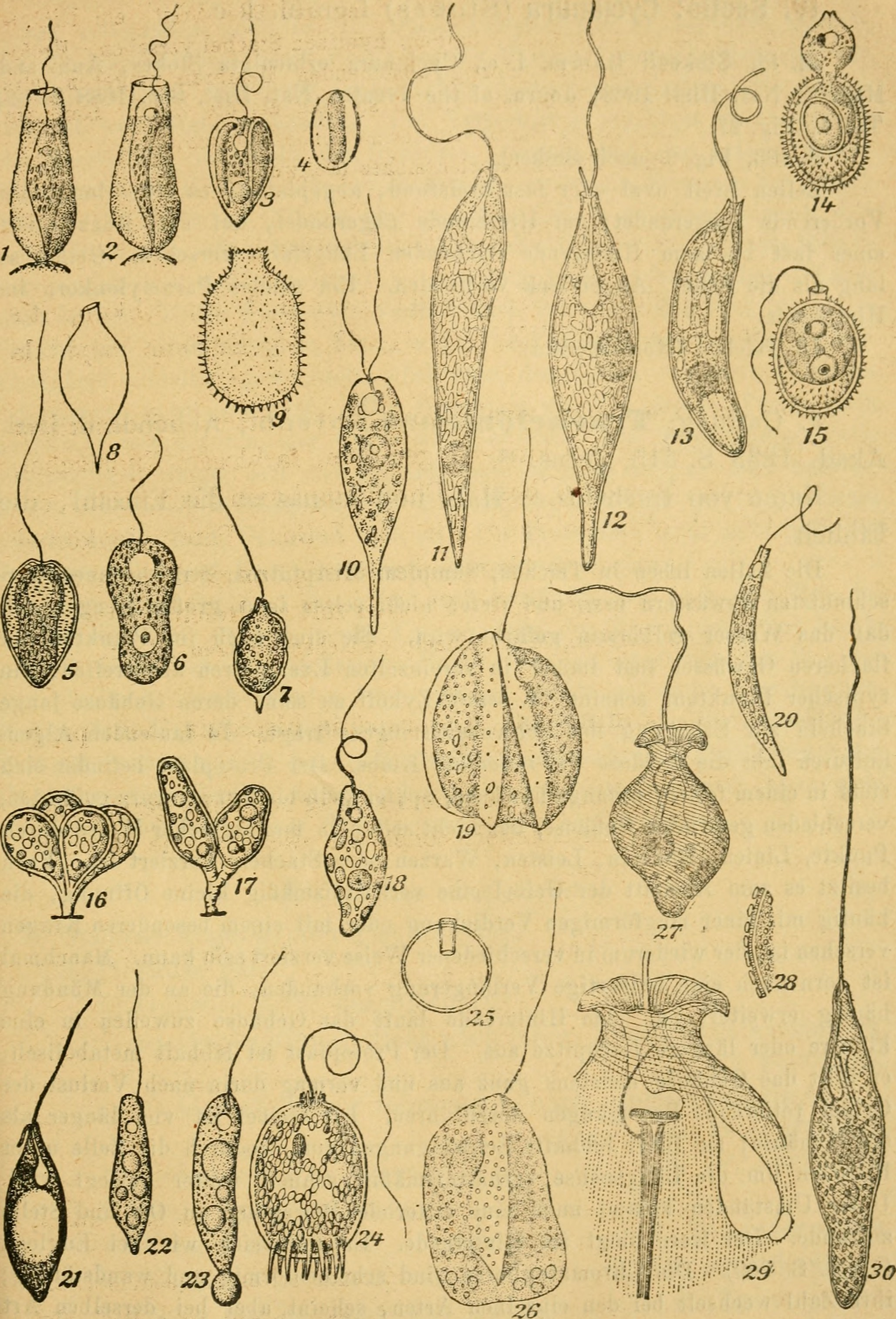
Distintas especies de euglenoideos: 1,2-Ascoglena vaginieola, 3,4-Cryptoglena nigra, 5,6-Trachelomonas reticulata, 7,8-T. affinis, 9-T. piseatoris, 10-Eutreptia viridis, 11-Astasia dangeardii, 12-Distigma proteus 13-Menoideum pellucidum, 14,15-T. hispida, 16,17,18-Colacium vesiculosum, 19-Petalomonas abcissa, 20-Astasia curvata, 21-Sphenomonas teres, 22,23-Euglenopsis vorax, 24-T. armata, 25-T. cervicula, 26-P. steinii, 27,28,29-T. citostomus, 30-Peranema trichophorum.

El modo primitivo de nutrición de los euglenoideos es la fagocitosis. Presas tales como bacterias y pequeños flagelados son ingeridas a través de un citostoma, sostenido por microtúbulos. Estos son a menudo compactados para formar dos o más varillas, que intervienen en la ingestión, y en Entosiphon forman un sifón extensible. La mayoría de los euglenoideos fagotrofos poseen dos flagelos, uno orientado adelante, y otro atrás. Este último es utilizado para deslizarse a lo largo del sustrato. En algunos, tales como Peranema, el flagelo orientado adelante es rígido y bate sólo en la punta.
Entre los euglenoideos pigmentados, unas pocas formas poseen dos flagelos similares, tales como Eutreptia, mientras que otras poseen cuatro. En la mayoría, sin embargo, el flagelo orientado hacia atrás está acortado de forma tal que no emerge del bolsillo flagelar. El flagelo emergente típicamente se mueve formando círculos, generando un movimiento que traslada al euglenoideo por una trayectoria levemente helicoidal. Estos incluyen los géneros Euglena, Phacus y Trachelomonas, que produce una lorica orgánica que encapsula la célula. Existe también un género, Colacium, en el cual las células maduras no poseen motilidad y forman colonias ramificadas sostenidas por tallos mucosos.
En muchos casos, la exposición a ciertos agentes químicos o la prolongada ausencia de luz pueden causar la pérdida de los cloroplastos sin provocar un daño mayor en el organismo. Existen numerosas especies que han perdido los cloroplastos, clasificadas en géneros separados, tales como Astasia (que se asemeja a una Euglena incolora) y Hyalophacus (semejante a un Phacus incoloro). Dado que carecen de un citostoma desarrollado, estas formas se alimentan exclusivamente por absorción. Algunos euglenoideos incoloros primitivos, tales como Rhabdomonas y Distigma, también se alimentan estrictamente por absorción. En árboles moleculares forman un grupo monofilético, así como lo hacen los euglenoideos fotosintéticos junto con sus derivados incoloros.

## Clasificación
Sobre la base del sistema de alimentación se distinguen tres grupos:
- Heteronematina (fagotrofos). Se caracterizan por presentar un aparato de ingestión o citostoma capaz de fagotrofia, pues carecen de cloroplastos. Tienen un modo de locomoción por deslizamiento sobre el sustracto (reptación) utilizando uno o ambos flagelos. Se considera que es una agrupación parafilética que dio lugar a los otros dos grupos.
- Aphagea o Rhabdomonadida (osmotrofos). No presentan cloroplastos ni aparato de ingestión, por lo que la alimentación es por osmotrofia. Presentan uno o dos flagelos emergentes y carecen de mancha ocular.
- Euglenophyceae (fototrofos). Se caracterizan por presentar uno o varios cloroplastos rodeados de tres membranas y con clorofilas a y b. Aunque algunas especies secundariamente perdieron los cloroplastos. Presentan una mancha ocular fotosensitiva asociada a los flagelos. El modo de locomoción es mediante natación, utilizando los flagelos.

El siguiente cladograma muestras las relaciones entre los distintos grupos. Rhabdomonadida incluye osmotrofos, Euglenophyceae incluye fotoautotrofos aunque algunas especies son secundariamente osmotrofas, mientras que el resto de los grupos son fagotrofos.
|     | Heteronemida |
|     | |
| [D] | \| \| Peranemida (P) \| \| \| \| \| [E] \| Euglenophyceae \| \| \| Euglenophyceae \| \| [F] \| Rhabdomonadida \| \| \| Rhabdomonadida \| |
|     | \| \| Peranemida (P) \| \| \| \| \| [E] \| Euglenophyceae \| \| \| Euglenophyceae \| \| [F] \| Rhabdomonadida \| \| \| Rhabdomonadida \| |
|     | Peranemida (P) |
|     | |
| [E] | Euglenophyceae |
|     | Euglenophyceae |
| [F] | Rhabdomonadida |
|     | Rhabdomonadida |

|     | Peranemida (P) |
|     |                |
| [E] | Euglenophyceae |
|     | Euglenophyceae |
| [F] | Rhabdomonadida |
|     | Rhabdomonadida |

|     | Heteronemida |
|     | |
| [D] | \| \| Peranemida (P) \| \| \| \| \| [E] \| Euglenophyceae \| \| \| Euglenophyceae \| \| [F] \| Rhabdomonadida \| \| \| Rhabdomonadida \| |
|     | \| \| Peranemida (P) \| \| \| \| \| [E] \| Euglenophyceae \| \| \| Euglenophyceae \| \| [F] \| Rhabdomonadida \| \| \| Rhabdomonadida \| |
|     | Peranemida (P) |
|     | |
| [E] | Euglenophyceae |
|     | Euglenophyceae |
| [F] | Rhabdomonadida |
|     | Rhabdomonadida |

|     | Peranemida (P) |
|     |                |
| [E] | Euglenophyceae |
|     | Euglenophyceae |
| [F] | Rhabdomonadida |
|     | Rhabdomonadida |

|     | Heteronemida |
|     | |
| [D] | \| \| Peranemida (P) \| \| \| \| \| [E] \| Euglenophyceae \| \| \| Euglenophyceae \| \| [F] \| Rhabdomonadida \| \| \| Rhabdomonadida \| |
|     | \| \| Peranemida (P) \| \| \| \| \| [E] \| Euglenophyceae \| \| \| Euglenophyceae \| \| [F] \| Rhabdomonadida \| \| \| Rhabdomonadida \| |
|     | Peranemida (P) |
|     | |
| [E] | Euglenophyceae |
|     | Euglenophyceae |
| [F] | Rhabdomonadida |
|     | Rhabdomonadida |

|     | Peranemida (P) |
|     |                |
| [E] | Euglenophyceae |
|     | Euglenophyceae |
| [F] | Rhabdomonadida |
|     | Rhabdomonadida |

|     | Heteronemida |
|     | |
| [D] | \| \| Peranemida (P) \| \| \| \| \| [E] \| Euglenophyceae \| \| \| Euglenophyceae \| \| [F] \| Rhabdomonadida \| \| \| Rhabdomonadida \| |
|     | \| \| Peranemida (P) \| \| \| \| \| [E] \| Euglenophyceae \| \| \| Euglenophyceae \| \| [F] \| Rhabdomonadida \| \| \| Rhabdomonadida \| |
|     | Peranemida (P) |
|     | |
| [E] | Euglenophyceae |
|     | Euglenophyceae |
| [F] | Rhabdomonadida |
|     | Rhabdomonadida |

|     | Peranemida (P) |
|     |                |
| [E] | Euglenophyceae |
|     | Euglenophyceae |
| [F] | Rhabdomonadida |
|     | Rhabdomonadida |

Leyendas: [A] Célula rígida, principalmente bacterívoros. [B] Barras robustas en el aparato de alimentación. [C] Célula que puede cambiar de forma, eucarívoros. [D] Más de 20-40 tiras peliculares. [E] Fotoautotrofos o secundariamente osmotrofos. [F] Primariamente osmotrofos.
Los euglenoideos fueron originalmente definidos por Otto Bütschli en 1884 como el orden flagelado Euglenida. Fueron tratados por botánicos como la división algal Euglenophyta, una doble ubicación que retuvieron hasta que los flagelados fueron separados. Ambos nombres aún se emplean para referirse al grupo, si bien el taxón formal Euglenida pueda quedar restringido a Euglena y sus parientes cercanos. La clasificación es aún variable, a medida que los grupos van siendo revisados para que se correspondan con la filogenia molecular.

## Galería

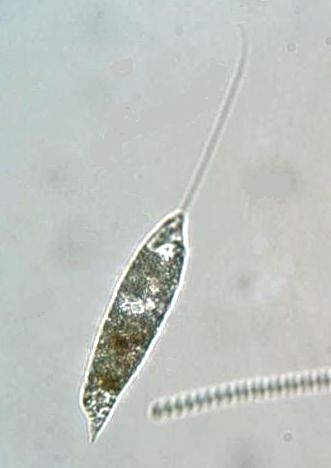
Peranema (Heteronematina)
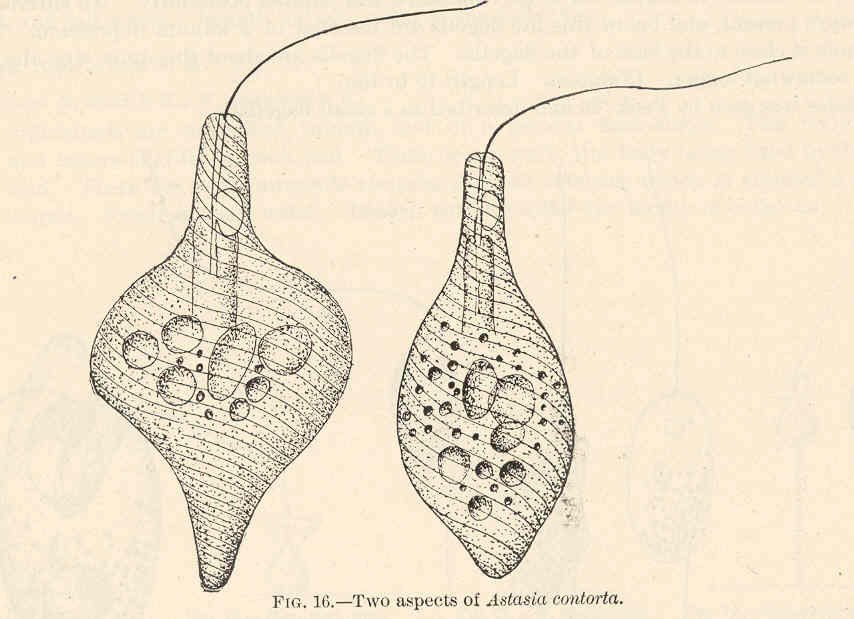
Astasia contorta (Aphagea)
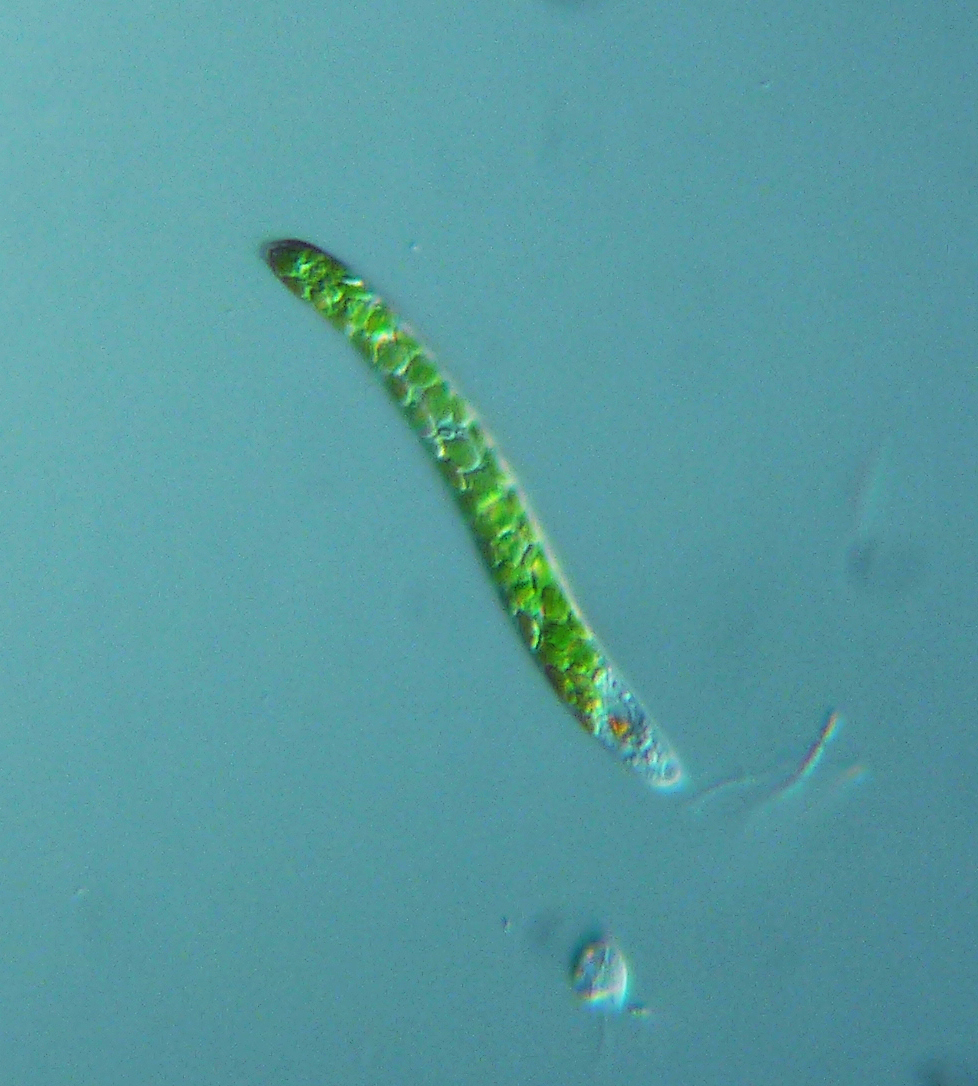
Euglena mutabilis (Euglenophyceae)
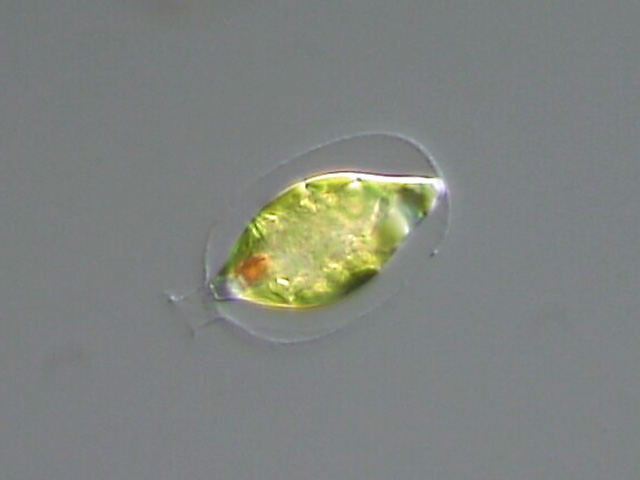
Trachelomonas (Euglenophyceae)
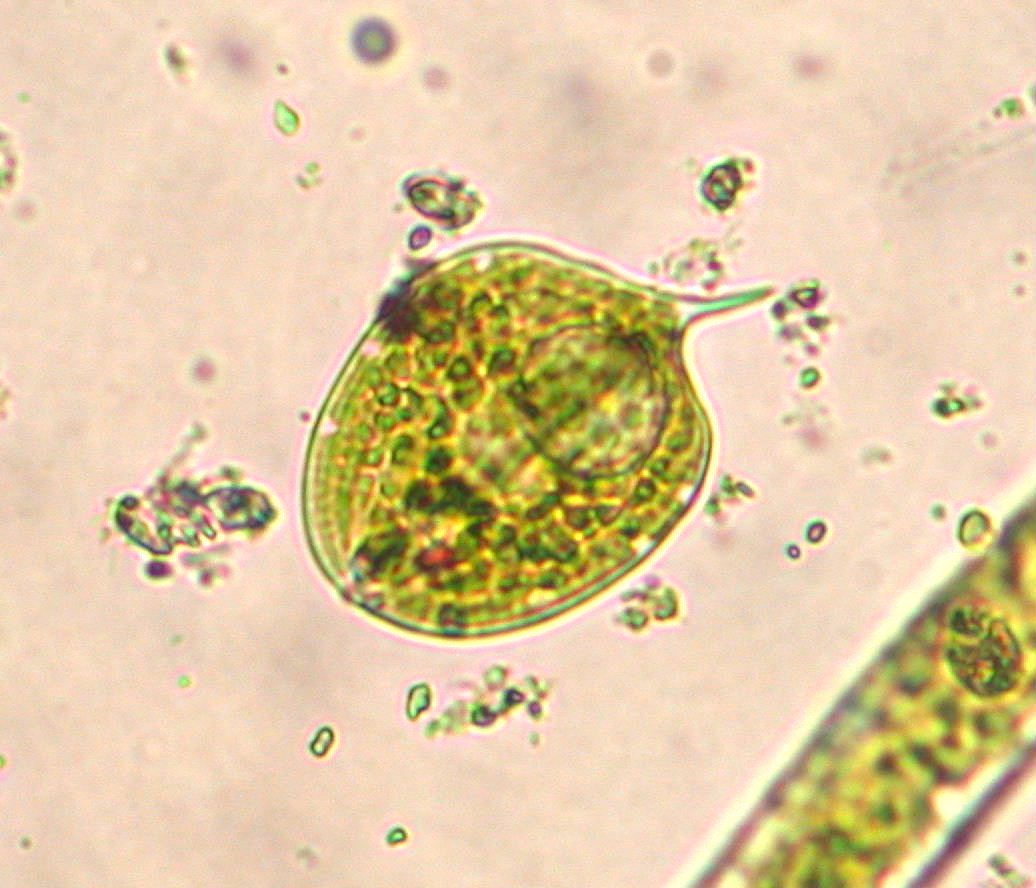
Phacus (Euglenophyceae)